# Forsterygion malcolmi
Forsterygion malcolmi is een straalvinnige vissensoort uit de familie van de drievinslijmvissen (Tripterygiidae). De wetenschappelijke naam van de soort is voor het eerst geldig gepubliceerd in 1987 door Hardy.